# Clotilde Niragira
Clotilde Niragira là một chính trị gia và luật sư người Burundi. Bà đã từng là người đứng đầu của ba bộ riêng biệt trong chính phủ của Pierre Nkurunziza và hiện là Tổng thư ký Ủy ban Sự thật và Hòa giải của Burundi.

## Sự nghiệp ban đầu
Clotilde Niragira là một luật sư trước khi tham gia chính trị và năm 2005 được bổ nhiệm làm Bộ trưởng Bộ Tư pháp và Người giữ con dấu Chính phủ trong Hội đồng Bộ trưởng của đất nước bởi Tổng thống Pierre Nkurunziza. Năm 2006 Niragira cho phép thả 3.300 tù nhân. Bà được Nkurunziza bổ nhiệm làm Bộ trưởng Bộ Dịch vụ Dân sự, Lao động và An sinh Xã hội trong một cuộc cải tổ nội các vào ngày 14 tháng 11 năm 2007  Niragira gần như ngay lập tức phải đối mặt với một cuộc đình bàng của các bàng chức yêu cầu tăng lương 34%. Năm 2009, bà được bổ nhiệm làm Trưởng phòng Nội vụ và sau đó là Phó Chánh văn phòng của Nkurunziza.

## Bộ trưởng Bộ Đoàn kết Quốc gia
Niragira được Nkurunziza bổ nhiệm làm Bộ trưởng Đoàn kết Quốc gia, Nhân quyền và Giới tính vào ngày 7 tháng 11 năm 2011  bà xúi giục thành lập một trung tâm chăm sóc quốc gia cho các nạn nhân của bạo lực tình dục vào năm 2010  Vào tháng 10 năm 2014, hoạt động trong khả năng của mình, Niragira đã hỗ trợ những người ở tỉnh Muramvya, nơi mưa lớn và mưa đá đã phá hủy 56 ngôi nhà và mùa màng bị hư hại. Bà đã tham dự phiên họp thứ 47 của Ủy ban Dân số và Phát triển Liên Hợp Quốc vào tháng 4 năm 2014. Trong khi đó, bà tuyên bố các mục tiêu của sáng kiến Burundi 2025 nhằm phát triển bền vững nhằm tìm cách giảm tỷ lệ nghèo từ 67% xuống 33%, tăng tăng trưởng kinh tế và giảm tăng dân số từ 2,4% xuống 2% mỗi năm.
Tại phiên họp thứ 58 của Ủy ban Liên hợp quốc về Tình trạng phụ nữ Niragira cam kết chấm dứt bạo lực đối với phụ nữ ở Burundi theo Tuyên bố về bạo lực đối với phụ nữ và trẻ em gái ở Campuchia. Bà tuyên bố rằng nước này đã áp dụng chiến lược quốc gia để chống lại các hành vi như vậy bao gồm thông qua việc áp dụng các bản án khắc nghiệt hơn về buôn bán, khai thác và mại dâm phụ nữ. Niragira trở lại ủy ban cho phiên họp thứ 58, nơi bà tiết lộ rằng Burundi đã đạt được số lượng nam và nữ bằng nhau trong giáo dục tiểu học và thực hiện một hệ thống hạn ngạch để khuyến khích việc làm của phụ nữ trong các dịch vụ bàng cộng. Bà cũng đưa ra cam kết của Burundi để đạt được các Mục tiêu Phát triển Thiên niên kỷ. Niragira tuyên bố rằng mục tiêu của bà là giảm sự chênh lệch trong việc cung cấp giáo dục sau tiểu học, trao quyền cho phụ nữ về kinh tế và giảm bạo lực tình dục.
Niragira vẫn là Bộ trưởng Đoàn kết Quốc gia cho đến ít nhất năm 2015.

## Tổng thư ký của Ủy ban Sự thật và Hòa giải
Niragira sau đó được bổ nhiệm làm Tổng thư ký của Ủy ban Hòa giải và Sự thật Burunian, với mục đích điều tra các cuộc diệt chủng của người Burundi; bà đã chỉ định một hội đồng tư vấn quốc tế vào tháng 3 năm 2016, cho phép bàng việc của ủy ban bắt đầu. Ủy ban đã thực hiện một chương trình xác định và khai quật các ngôi mộ tập thể, xác định nạn nhân và thủ phạm nếu có thể và các cơ quan cải táng có tang lễ thích hợp. Ngôi mộ tập thể đầu tiên được khai quật vào tháng 6 năm 2017; hơn 2.500 được ước tính tồn tại trong nước. Niragira đã hứa sẽ thực hiện một hệ thống bồi thường cho các nạn nhân và gia đình của họ.